# Megaleuctra kincaidi
Megaleuctra kincaidi är en bäcksländeart som beskrevs av Theodore Henry Frison 1942. Megaleuctra kincaidi ingår i släktet Megaleuctra och familjen smalbäcksländor. Inga underarter finns listade i Catalogue of Life.